# 神明社 (さいたま市南区)
神明社（しんめいしゃ）は、埼玉県さいたま市南区の神社。

## 歴史
創建年代は不明である。ただ江戸時代より伊勢神宮の御師が中山道で活動を活発化させていたことから、その影響で創建されたものと推測される。同じ中山道沿いで、現在の深谷市にある伊勢殿神社もそういう経緯で創建されている。
1873年（明治6年）、近代社格制度に基づく「村社」に列せられ、1907年（明治40年）の神社合祀により、周辺の2社が合祀された。

## 交通アクセス
- 南浦和駅より徒歩11分。